# Turquía en los Juegos Olímpicos de Berlín 1936
Turquía estuvo representada en los Juegos Olímpicos de Berlín 1936 por un total de 48 deportistas, 46 hombres y 2 mujeres, que compitieron en 7 deportes.
El portador de la bandera en la ceremonia de apertura fue el jinete Saim Polatkan.

## Medallistas
El equipo olímpico turco obtuvo las siguientes medallas:
| Nombre        | Deporte            | Competición |
| ------------- | ------------------ | ----------- |
| Oro           |                    |             |
| Yaşar Erkan   | Lucha grecorromana | 61 kg M     |
| Plata         |                    |             |
| —             |                    |             |
| Bronce        |                    |             |
| Ahmet Kireççi | Lucha libre        | 79 kg M     |